# 福拉德
福拉德，是匈牙利杰尔-莫雄-肖普朗州所辖的一个村。总面积29.02平方公里，总人口1947，人口密度67.1人/平方公里（2011年1月1日）。